# Alexi Gómez
Alexi Gómez Gutiérrez (Callao, 4 marzo 1993) è un calciatore peruviano, centrocampista dell'Alianza Lima e della Nazionale peruviana.

## Palmarès

### Club

#### Competizioni nazionali
- Campionato peruviano: 1

Universitario de Deportes: 2013